# يثمة جريسية
يَثْمَة جريسية أو ميشكسية جُرَيْسية (الاسم العلمي: ميشوكسيا كامبانولويدس) (michauxia campanuloides)(ميشوية-تيمناً باسم عالم النبات اندريه ميشو) هو نبات الزينة في الأسرة كامبانولاسي (الجُرَيْس). منبتها الاصلي يمتد في اليونان، تركيا، سوريا، لبنان، فلسطين، إسرائيل.
الزهرة تُعتبر من الزهور النادرة جداً، تنمو بين الصخور والمنحدرات، تعتبر هذة النبتة من النباتات المحمية، هناك سبعة أنواع في حوض البحر المتوسط والشرق الأوسط.

## الوصف
من الورود الجَرسية، ينبع جذع مُزهر يصل إلى ارتفاع 2 متر، متفرعة نحو الأعلى تحمل العديد من الزهور المتدلية البيضاء، مخضبة بلون ارجواني..
التزهير أبريل-يوليو.

## اصل التسمية
تم تسمية النبتة على اسم عالم النبات (أندريه ميشو),(André Michaux) الذي قام بجمع عينات من النبتة للمرة الأولى خلال تجواله وسفره في منطقة الشرق الاوسط في القرن الثامن عشر

## معرض صور

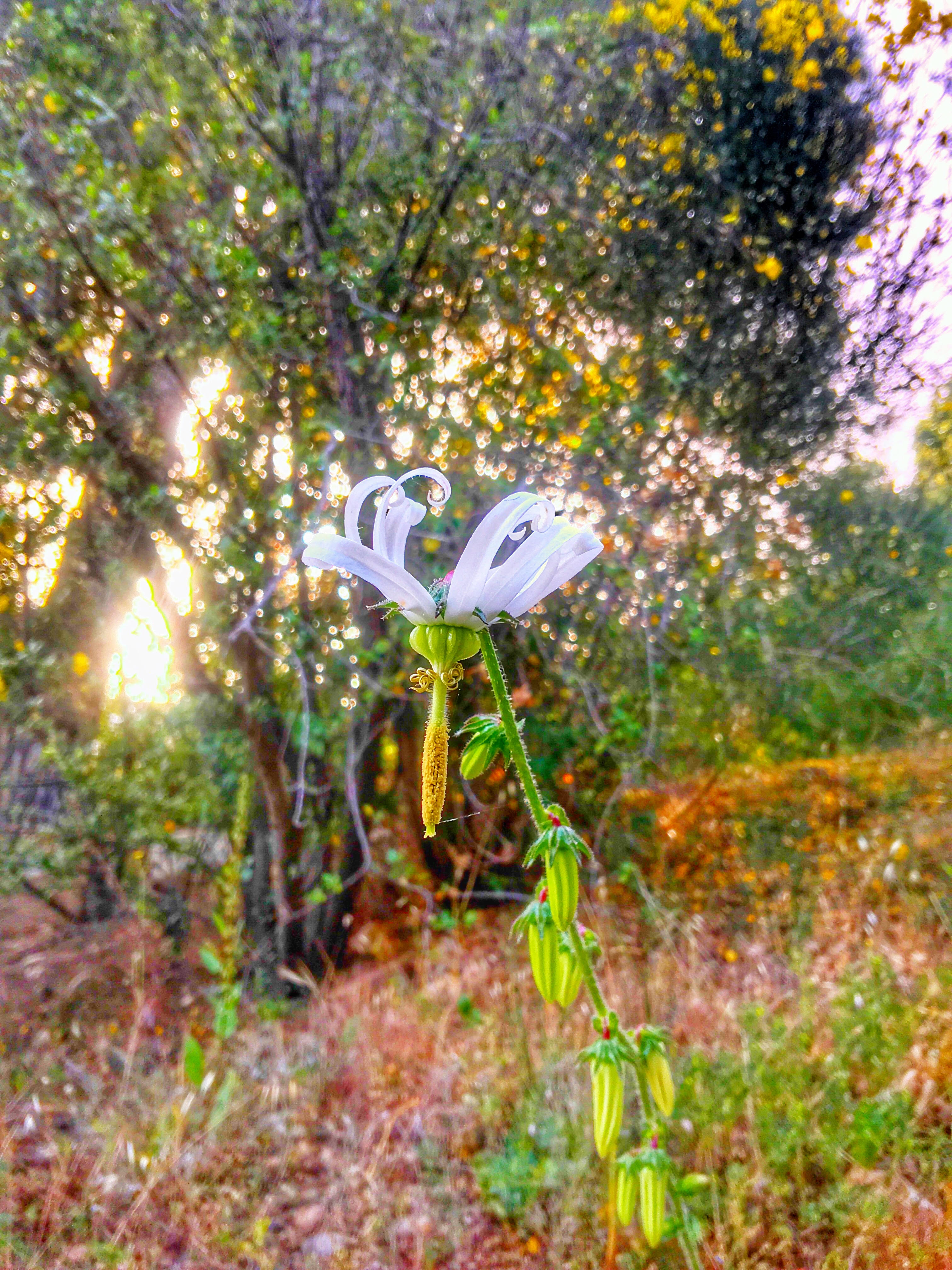
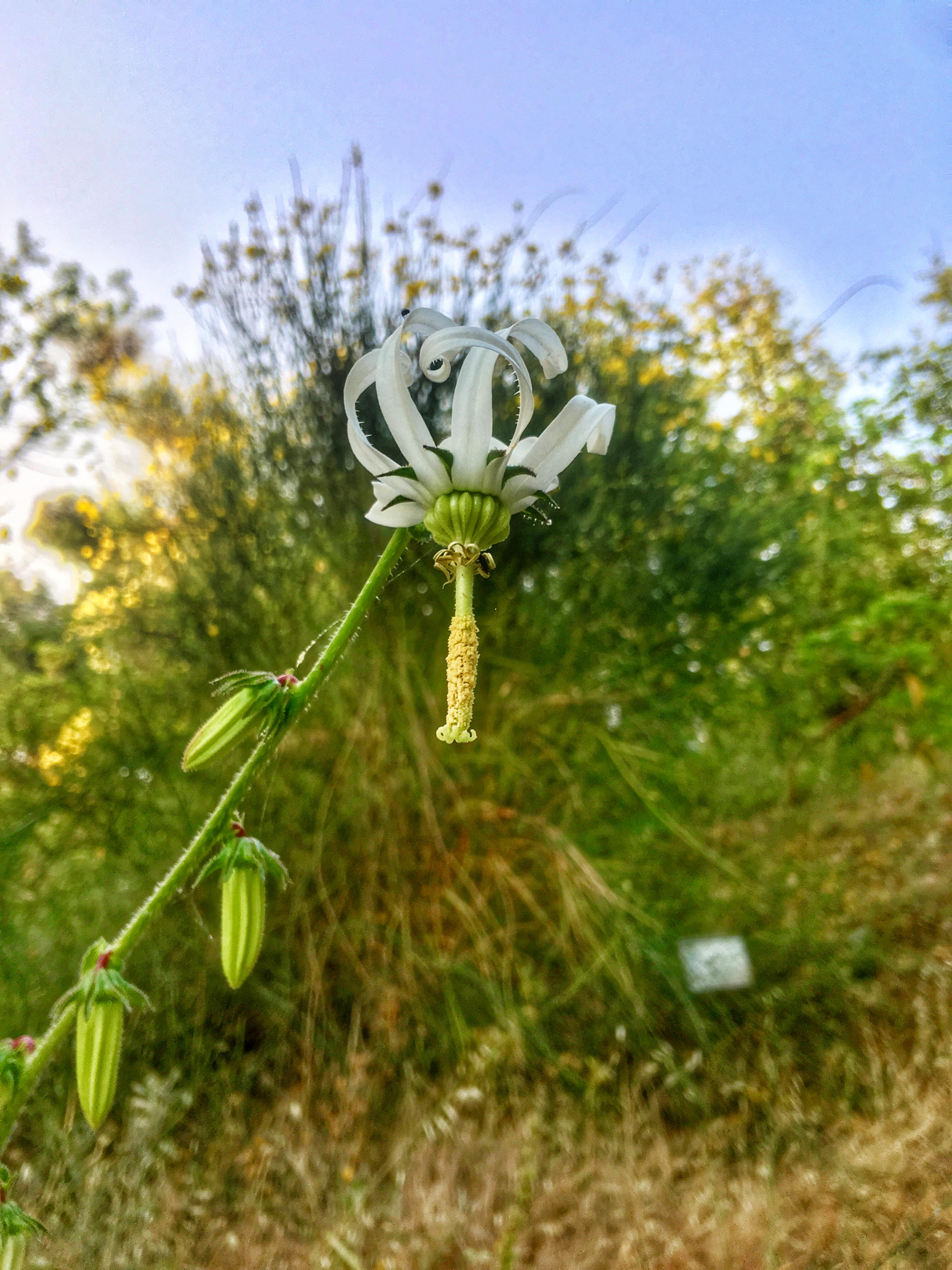
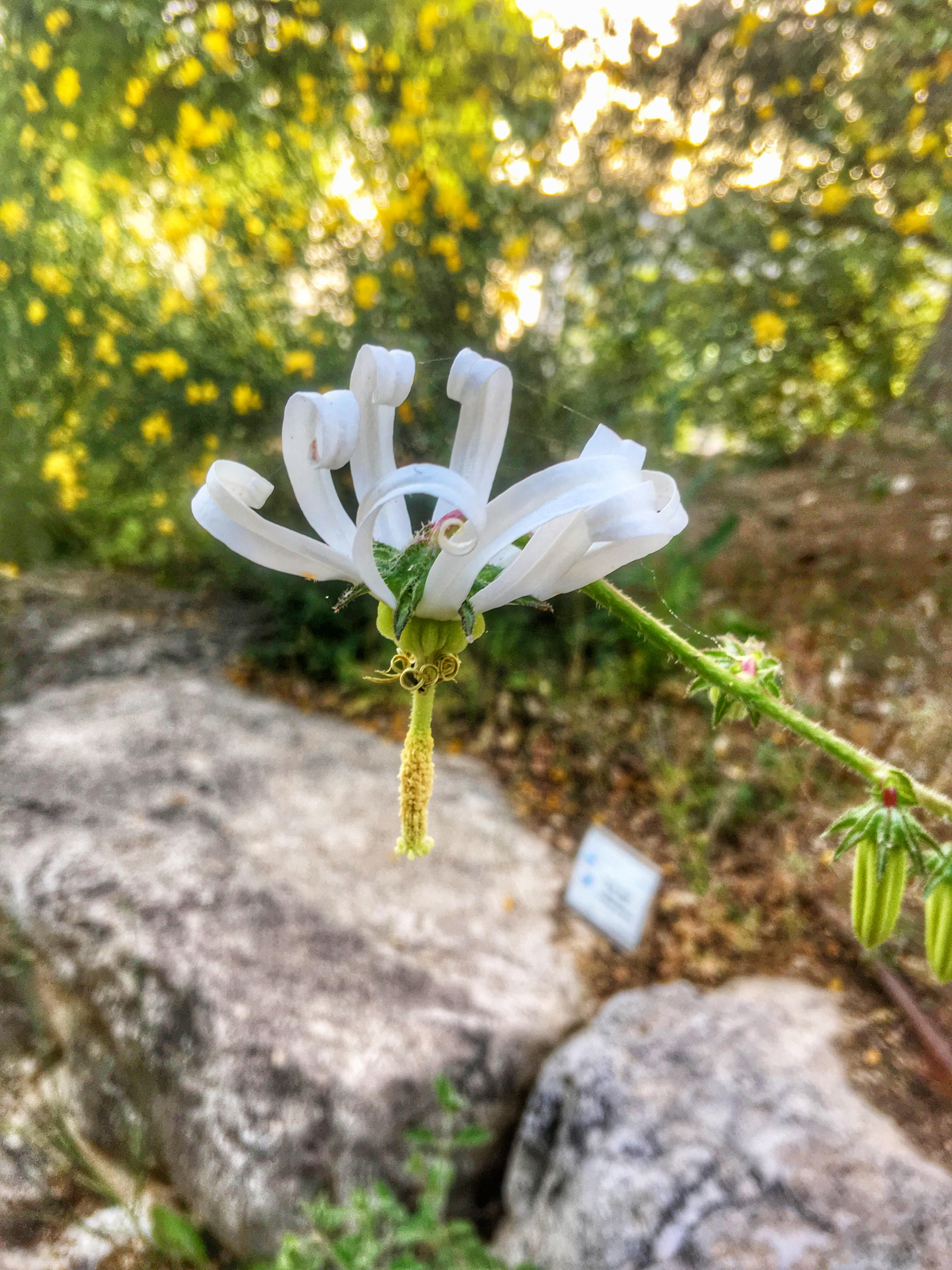
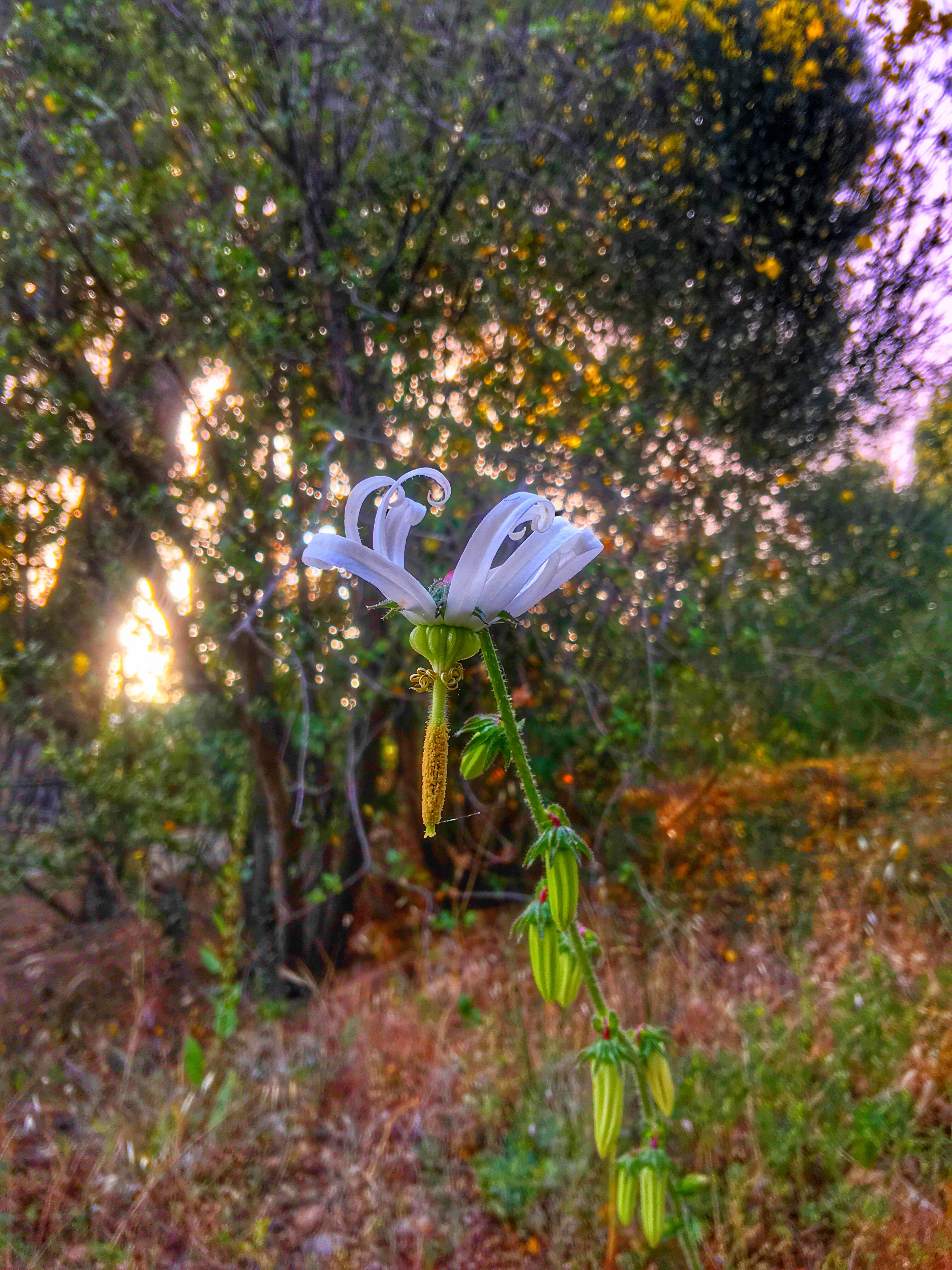
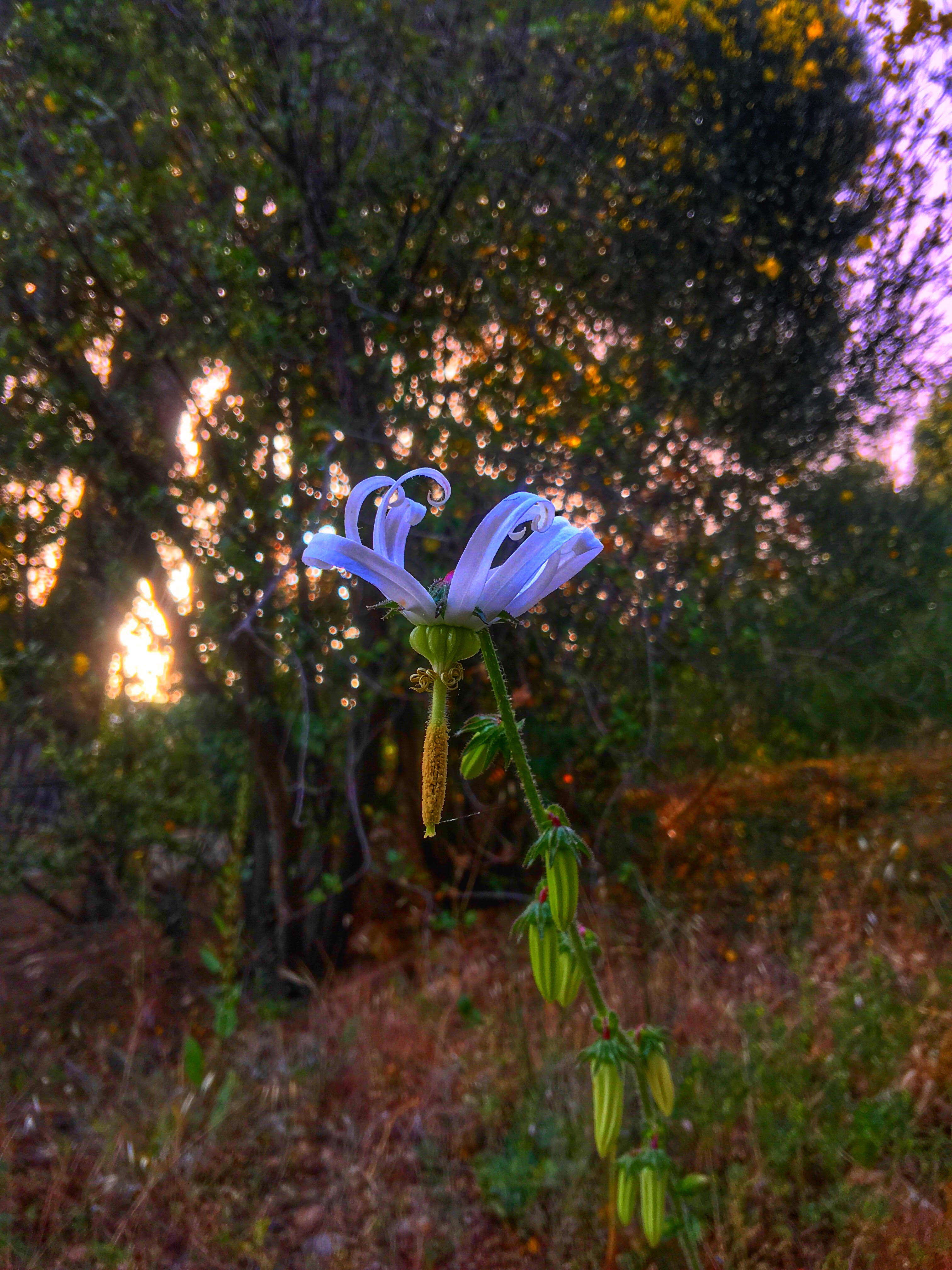
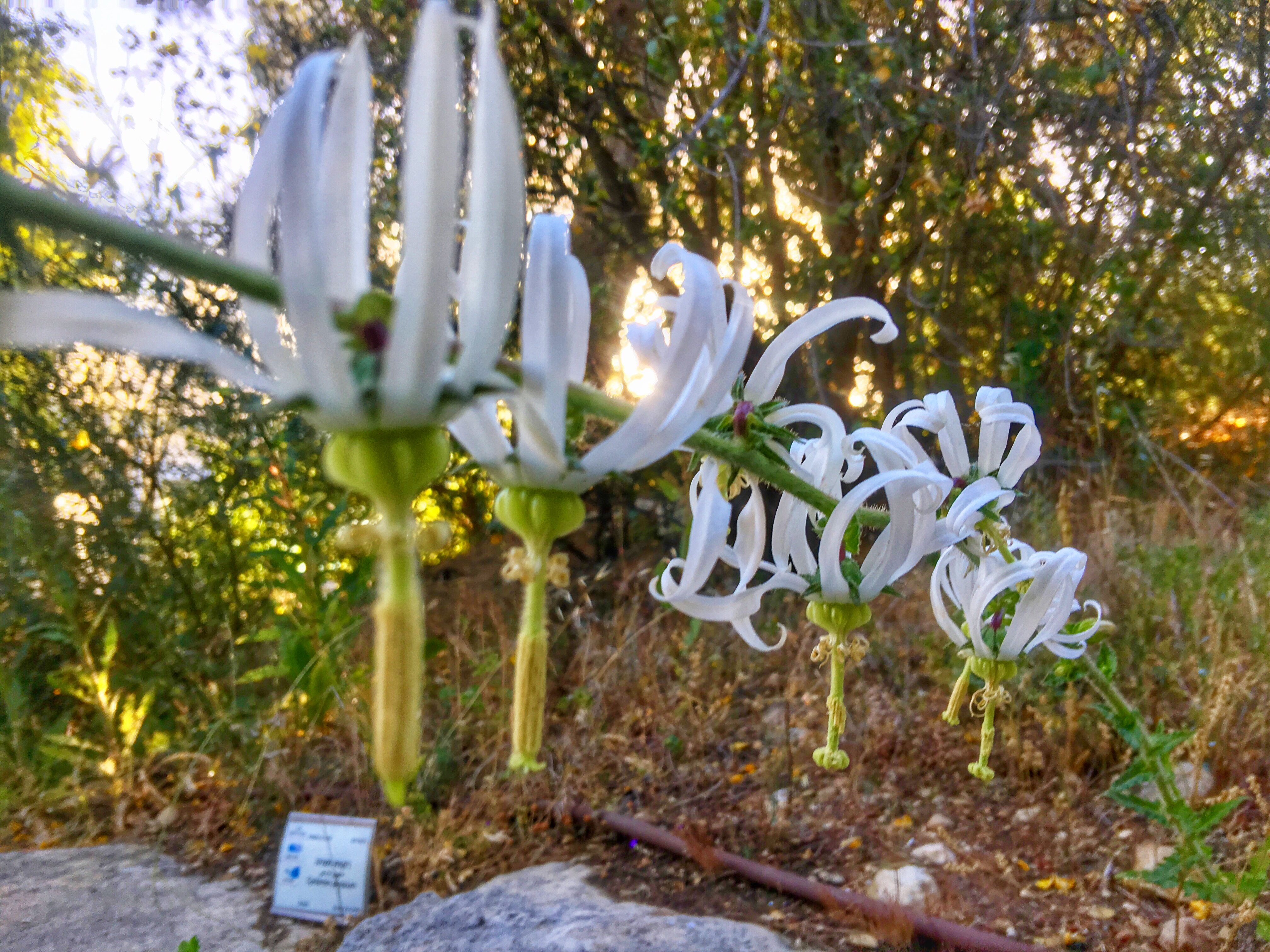
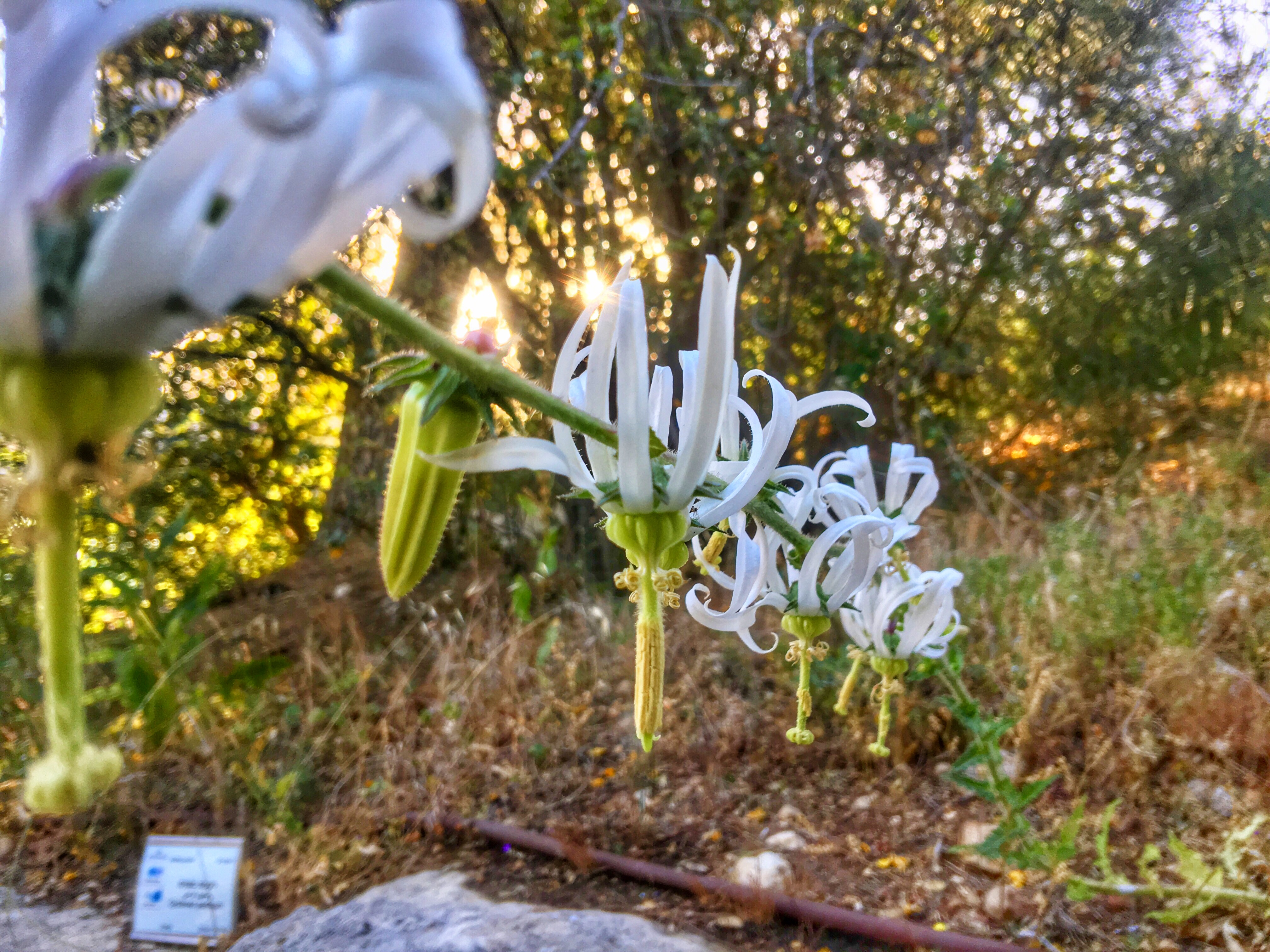
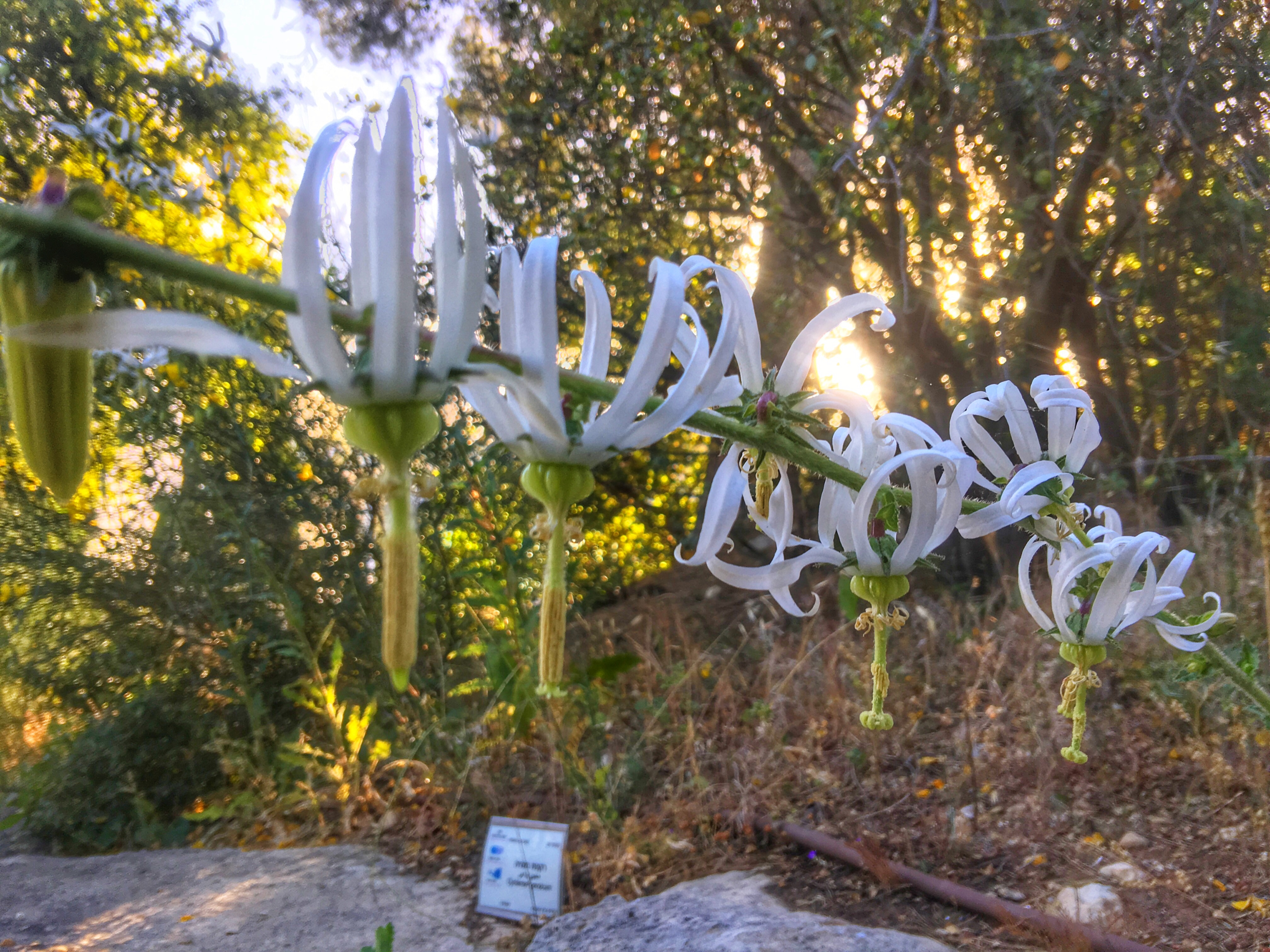
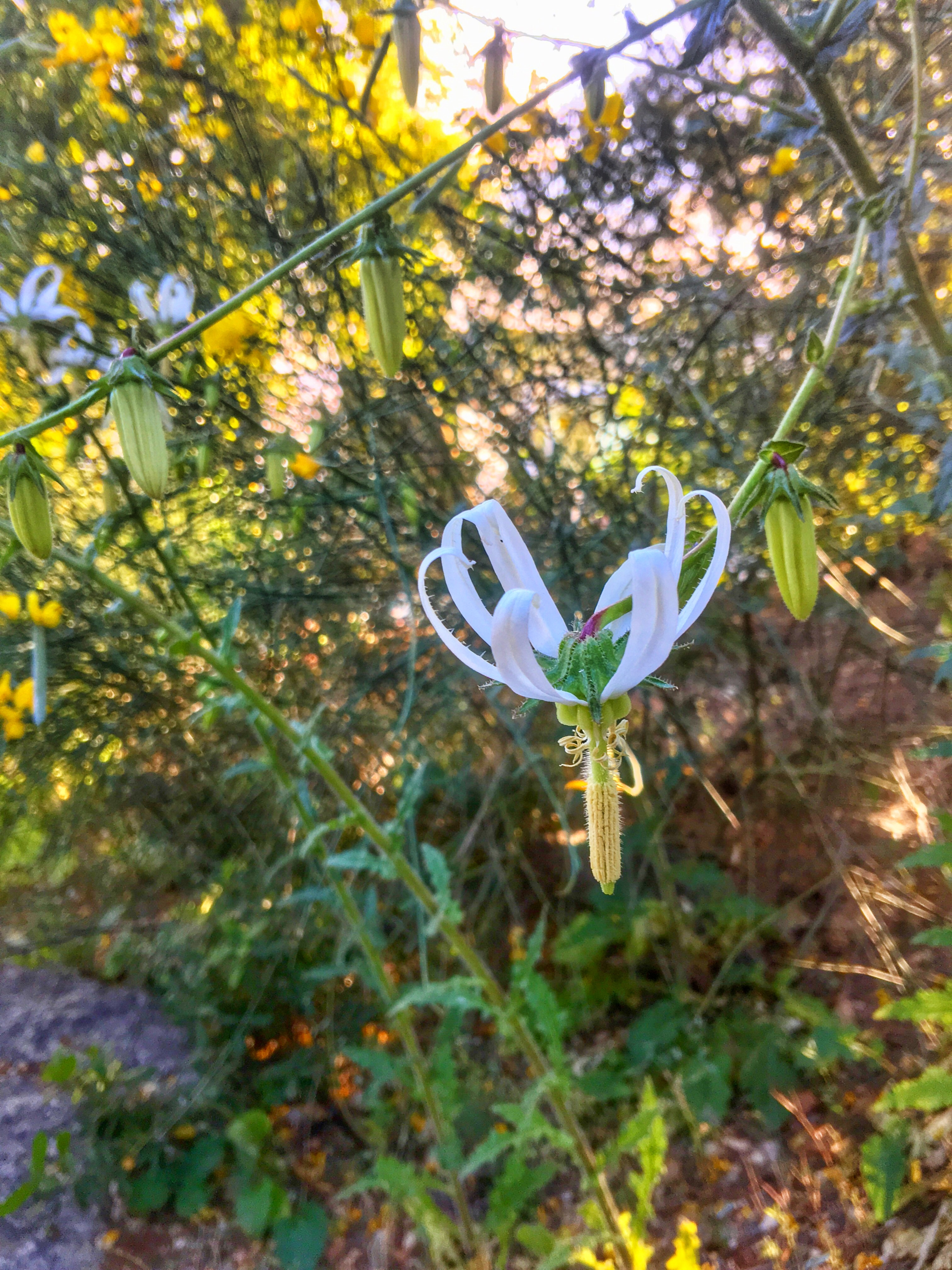

## اماكن النمو
الحجارة والأماكن الصخرية.